# Nepal Stock Exchange
Die Nepal Stock Exchange (NEPSE) ist die einzige Wertpapierbörse Nepals. Sie hat ihren Sitz in der Hauptstadt, Kathmandu. Im Januar 2025 belief sich die Marktkapitalisierung der an der NEPSE notierten Unternehmen auf insgesamt  4,409,147.670 NPR. NEPSE eröffnete seinen Handelssaal am 13. Januar 1994.
Das grundlegende Ziel der NEPSE besteht darin, den Staats- und Unternehmenswertpapieren freien Marktzugang und Liquidität zu verleihen, indem Transaktionen in seinem Handelssaal durch Mitglieder und Marktvermittler wie Broker, Market Maker usw. erleichtert werden. Einzelpersonen können Handelskonten bei einem Broker eröffnen und über die Website des Brokers handeln. Mit Stand August 2024 sind 244 Unternehmen aus verschiedenen Branchen wie Finanzen, Wasserkraft, Fertigung, Lebens- und Nichtlebensversicherungen, Hotels und Tourismus usw. an der Börse notiert. Die Börse hatte im September 2024 92 registrierte Broker. 

## Mitgliedschaften
Sie ist assoziiertes Mitglied in der
- World Federation of Exchanges.[4]
- South Asian Federation of Exchanges

## Besitzverhältnisse
Das derzeit eingezahlte Kapital von NEPSE beträgt 1.000.000.000 NPR (ca. 7,35 Millionen US-Dollar im Juli 2024). Die folgende Tabelle zeigt den prozentualen Anteil der jeweiligen Aktionäre an der Kapitalstruktur:
| Nummer | Eigentümer               | Anteil (%) |
| ------ | ------------------------ | ---------- |
| 1      | Government of Nepal      | 58.66      |
| 2      | Nepal Rastra Bank        | 9.50       |
| 3      | Employees Provident Fund | 10.00      |
| 4      | Rastriya Banijya Bank    | 11.23      |
| 5      | Andere                   | 16.74      |

## Bestandteile
Die größten 10 Positionen (Marktwerte in NPR/Nepalesische Rupie). Daten nach Marktwert geordnet. Aktualisiert am 11. Februar 2025.
1. Bishal Bazar (228.5 billion)
2. Nepal Telecom (159.8 billion)
3. Nabil Bank (132.5 billion)
4. Nepal Reinsurance Company Limited (131.5 billion)
5. Citizen Investment Trust (127.4 billion)
6. Himalayan Reinsurance Limited (88.1 billion)
7. Global IME Bank Limited (83 billion)
8. Everest Bank (78.5 billion)
9. Nepal Investment Mega Bank Limited (71.7 billion)
10. Standard Chartered Bank Nepal (67.5 billion)